# Cornelis Charles Six van Oterleek

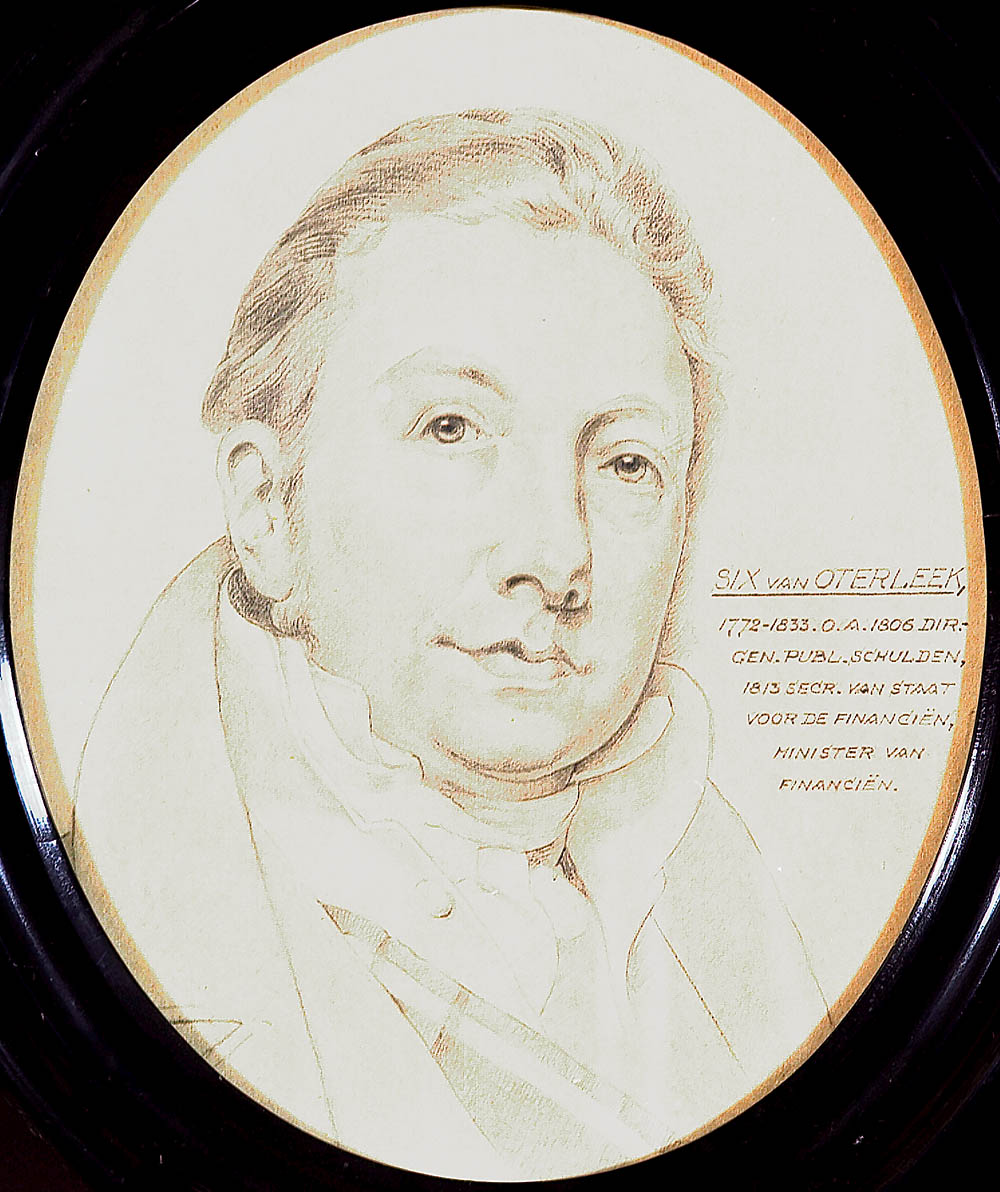
Cornelis Charles Six van Oterleek

Cornelis Charles Baron Six van Oterleek (* 30. September 1772 in Amsterdam; † 3. Juni 1833 in Utrecht) war ein niederländischer Jurist und Politiker, der im Königreich Holland unter König Louis Bonaparte zwischen 1806 und 1807 Mitglied der gesetzgebenden Versammlung sowie von 1808 bis 1810 Mitglied des Staatsrates (Raad van State) war. Nach Gründung des Königreichs der Vereinigten Niederlande bekleidete er zwischen 1815 und 1821 das Amt des Finanzministers und verteidigte Vorschläge zur Erhöhung der Einfuhrzölle auf Zucker und Kaffee. Ihm wurde 1820 der Titel Staatsminister (Minister van Staat) verliehen. Darüber hinaus wurde er am 21. Dezember 1820 als Baron in den erblichen  Adelsstand erhoben.

## Leben

### Batavische Republik und Königreich Holland
Cornelis Charles Six van Oterleek stammte aus dem Adelsgeschlecht Six, eine der politisch und kulturell bedeutendsten Amsterdamer Familien aus dem Goldenen Zeitalter, und war der Sohn von Willem Fabricius Six, der Hauptbuchhalter bei der Wisselbank in Amsterdam, und dessen Alpheda Louisa de Visscher. Er begann ein Studium der Rechtswissenschaften an der Universiteit van Amsterdam und verteidigte dort 1792 eine Dissertation. Da die Universität Amsterdam zu dieser Zeit über kein Promotionsrecht verfügte, immatrikulierte er sich am 29. Februar 1792 an der Hochschule Leiden (Leidsche Hogeschool) und erlangte dort am 19. Juli 1792 seine Promotion zum Doktor der Rechte. Im Feldzug gegen die Franzosen 1794 war er Generalkommissar, zog sich aber bei Ausbruch der Revolution und der Ausrufung der Batavischen Republik am 19. Januar 1795 von dieser Position zurück und wurde anschließend Rechtsanwalt in Amsterdam.
Am 5. Mai 1805 wurde er Mitglied der 19-köpfigen gesetzgebenden Versammlung (Wetgevend Lichaam van het Bataafse Gemenebest), in die er von Ratspensionär Rutger Jan Schimmelpenninck berufen wurde.
Im Königreich Holland ernannte König Louis Bonaparte Six van Oterbeek am 25. 1806 zum Mitglied der gesetzgebenden Versammlung (Wetgevend Lichaam van het Koninkrijk Holland), in der er aber am 11. 1807 nicht wiedergewählt wurde. Am 11. Mai 1808 ernannte ihn König Louis Bonaparte zum Mitglied der Sektion für Gesetzgebung und allgemeine Angelegenheiten des Staatsrates (Raad van State), der er bis zum 24. Juni 1808 angehörte. Danach wurde er am 24. Juni 1808 außerhalb der Sektionen zum Mitglied des Staatsrates und zum Generaldirektor für Staatsschulden (Directeur-generaal van de publieke schuld) ernannt. Nach der Annexion der Niederlande durch das Erste Französische Kaiserreich am 13. Juli 1810 wurde er Sekretär des zentralen Finanzministeriums (Secretaris der centrale kas) und Direktor des Hauptbuchs der Staatsschulden (Directeur van het grootboek der nationale schuld) in Amsterdam im Rang eines Buchhalters (Rekestmeester)

### Königreich der Vereinigten Niederlande
Nach der Befreiung von Frankreich wurde Cornelis Charles Six van Oterleek für das bisherige Département Zuyderzée Mitglied der Notabelnversammlung (Vergadering van Notabelen), die am 29. März 1814 in der Amsterdamer Basilika Nieuwe Kerk erstmals zusammentrat. Zugleich wurde er Vorsitzender der neunten Sektion der Notabelnversammlung. Kurz darauf wurde er am 6. April 1814 vom Souveränen Fürst der Niederlande Wilhelm I. zum Staatssekretär für Finanzen (secretaris van staat voor Financiën) ernannt. Nach Gründung des Königreichs der Vereinigten Niederlande am 15. März 1815 wurde er am 15. September 1815 erster Finanzminister (Minister van Financiën) und bekleidete dieses Amt bis zum 11. April 1821, woraufhin zunächst François Arnould Noël Simons kommissarischer Finanzminister wurde, ehe Cornelis Theodorus Elout am 1. Mai 1821 neuer Finanzminister wurde. Als Minister überredete Six den schutzzollfeindlichen König, hohe Einfuhrzölle auf Zucker und Kaffee vorzuschlagen, um die von den Großmächten geforderten hohen Ausgaben für die Festungen an der französischen Grenze im Staatshaushalt auszugleichen. Der Vorschlag wurde in der Zweiten Kammer der Generalstaaten (Tweede Kamer der Staten-Generaal), des Unterhauses des Parlaments (Generalstaaten), mit Unterstützung der südlichen, also der belgischen, Mitglieder für den Zeitraum 1818 bis 1819 angenommen.
Am 15. September 1815 wurde er zum Jonkheer ernannt und Mitglied der Ritterschaft von Holland (Ridderschap van Holland), der er bis zu seinem Tode am 3. Juni 1833 angehörte. Er fungierte zwischen dem 23. März 1816 und dem 1. Januar 1821 Generaldirektor des Staatlichen Tilgungsfonds (’s Lands Amortisatiekas). Am 21. Dezember 1820 wurde ihm der Titel Staatsminister (Minister van Staat) verliehen. Darüber hinaus wurde er am 21. Dezember 1820 als Baron in den erblichen  Adelsstand erhoben. Er war zuletzt zwischen 1826 und 1833 Vizepräsident des Ammortisierungssyndikats (Ammortisatiesyndicaat) und zugleich Vorsitzender der Ständigen Kommission dieses Syndikats.
Six war zwei Mal verheiratet. Aus seiner am 10. Juli 1797 geschlossenen Ehe mit Anna Helena ter Borch (5. Oktober 1775–24. Juni 1815) gingen drei Söhne und fünf Töchter hervor. In zweiter Ehe heiratete er am 3. November 1821 Samuelle Théophile Gansneb genannt Tengnagel (15. Dezember 1788–8. Mai 1861). Aus der zweiten Ehe ging eine weitere Tochter hervor. Einer seiner Söhne war mit einer Tochter von Justinus Sjuck Gerrold Juckema baron van Burmania Rengers (1773–1832), der ebenfalls Mitglied der gesetzgebenden Versammlung, Mitglied der Notabelnversammlung und des Staatsrates war.